# 142758 Connolly
142758 Connolly è un asteroide della fascia principale. Scoperto nel 2002, presenta un'orbita caratterizzata da un semiasse maggiore pari a 2,4113332 UA e da un'eccentricità di 0,1241612, inclinata di 0,77253° rispetto all'eclittica.